# The Flying Torpedo
Pour plus de détails, voir Fiche technique et Distribution.
The Flying Torpedo est un film muet américain réalisé par John B. O'Brien, sorti en 1916.
C'est l'un des rares films de cette période dont l'histoire se passe dans le futur.

## Synopsis
Au début des années 1920, plusieurs puissances étrangères décident d'attaquer les États-Unis. Réalisant que leur pays est sans défense, des officiels américains décident d'offrir un million de dollars à quiconque inventera une arme capable de défaire les forces ennemies. Ayant eu connaissance de la récompense, le romancier et détective Winthrop Clavering encourage son ami, le scientifique Bartholomew Thompson, à terminer ses plans d'une torpille volante. 
Alors que Bartholomew est près d'y donner la touche finale, un gang d'espions le tue et vole les plans. Winthrop les poursuit, récupère les plans, construit les torpilles, et les donne à l'armée américaine. Les États-Unis sont alors capables de repousser la flotte ennemie, rassemblée au large de la Californie, et Winthrop peut alors réclamer la récompense.

## Fiche technique
- Titre original : The Flying Torpedo
- Réalisation : John B. O'Brien et William Christy Cabanne (scènes de batailles)
- Scénario : Robert M. Baker, John Emerson + D. W. Griffith (non crédité)
- Photographie : George Hill
- Musique : J.A. Raynes
- Production : D. W. Griffith
- Société de production : Fine Arts Film Company
- Société de distribution :  Triangle Film Corporation
- Pays d'origine :  États-Unis
- Langue : anglais
- Format : noir et blanc - 35 mm - 1,37:1 -  Muet
- Genre : Science-fiction et espionnage
- Durée : 50 minutes (5 bobines)
- Date de sortie :
  - États-Unis : 12 mars 1916

## Distribution
- John Emerson : Winthrop Clavering
- Spottiswoode Aitken : Bartholomew Thompson
- William E. Lawrence : William Haverman
- Fred J. Butler : le chef des espions internationaux
- Raymond Wells : un espion
- Lucille Younge : une espionne
- Erich von Stroheim : un espion
- Peggy Pearce : Adelaide E. Thompson
- Bessie Love : Hulda
- Ralph Lewis
- Juanita Horton